# Dinnetherium
Dinnetherium — викопний рід ссавцеподібних. Типовий вид, D. nezorum, був названий у 1983 році. Його було виявлено в синемурському шарі формації Кайента в кар'єрі Gold Spring 1 в Аризоні. Голотип MNA V3221, який є частковою правою нижньою щелепою.